# Ventrifossa
A Ventrifossa a sugarasúszójú halak (Actinopterygii) osztályának a tőkehalalakúak (Gadiformes) rendjébe, ezen belül a hosszúfarkú halak (Macrouridae) családjába tartozó nem.

## Rendszerezés
A nembe az alábbi 24 faj tartozik:
- Ventrifossa atherodon (Gilbert & Cramer, 1897)
- Ventrifossa ctenomelas (Gilbert & Cramer, 1897)
- Ventrifossa divergens Gilbert & Hubbs, 1920
- Ventrifossa fusca Okamura, 1982
- Ventrifossa garmani (Jordan & Gilbert, 1904) - típusfaj
- Ventrifossa gomoni Iwamoto & Williams, 1999
- Ventrifossa johnboborum Iwamoto, 1982
- Ventrifossa longibarbata Okamura, 1982
- Ventrifossa macrodon Sazonov & Iwamoto, 1992
- Ventrifossa macropogon Marshall, 1973
- Ventrifossa macroptera Okamura, 1982
- Ventrifossa misakia (Jordan & Gilbert, 1904)
- Ventrifossa mucocephalus Marshall, 1973
- Ventrifossa mystax Iwamoto & Anderson, 1994
- Ventrifossa nasuta (Smith, 1935)
- Ventrifossa nigrodorsalis Gilbert & Hubbs, 1920
- Ventrifossa obtusirostris Sazonov & Iwamoto, 1992
- Ventrifossa paxtoni Iwamoto & Williams, 1999
- Ventrifossa petersonii (Alcock, 1891)
- Ventrifossa rhipidodorsalis Okamura, 1984
- Ventrifossa saikaiensis Okamura, 1984
- Ventrifossa sazonovi Iwamoto & Williams, 1999
- Ventrifossa teres Sazonov & Iwamoto, 1992
- Ventrifossa vinolenta Iwamoto & Merrett, 1997